# Toury-sur-Jour
Toury-sur-Jour este o comună în departamentul Nièvre din centrul Franței. În 2009 avea o populație de 125 de locuitori.

## Evoluția populației
| An        | 1975 | 1982 | 1990 | 1999 | 2006 | 2009 |
| --------- | ---- | ---- | ---- | ---- | ---- | ---- |
| Populație | 230  | 188  | 152  | 144  | 127  | 125  |